# Marsvinsholms station

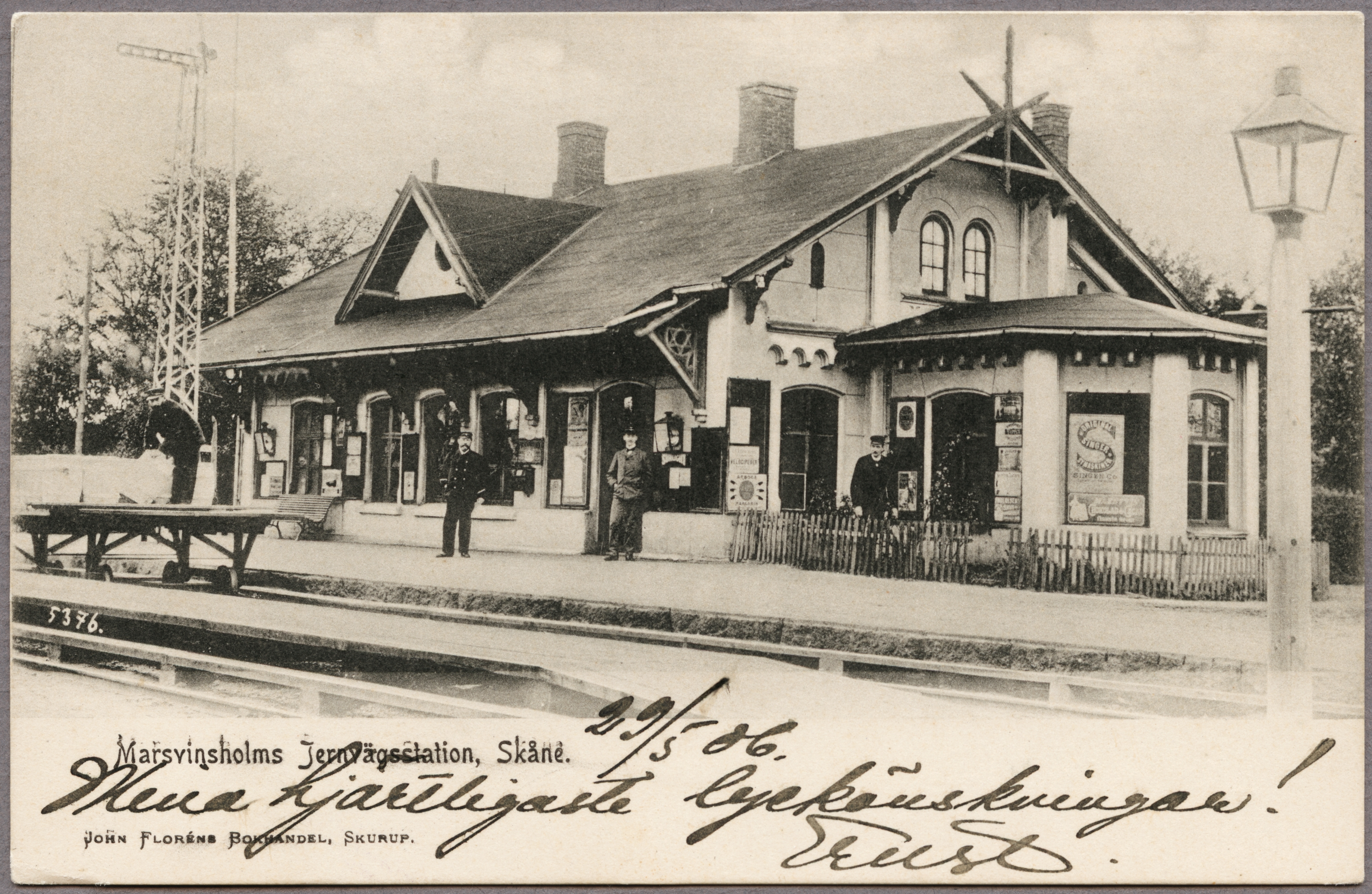
Vykort (poststämplat 1906) föreställande Marsvinsholms station cirka år 1900.

Marsvinsholms station var en station på Malmö-Ystads järnväg belägen vid kilometer 51,300 och 43 m.ö.h. mellan stationerna Rynge och Charlottenlund. Stationsbyggnaden (som finns kvar 2022) ligger cirka en kilometer väster om Marsvinsholms slott, i Balkåkra socken, Ystads kommun.
Stationen invigdes i samband med linjens öppnande den 21 december 1874, gjordes om till hållplats 1958 och lades ner den 1 oktober 1971 (skolskjutstrafik till 1972). Från 1996 till 2012 stannade dock en del pågatåg vid stationen för att plocka upp eller släppa av passagerare, eftersom Ystads Stående Teatersällskap då hade en sommarscen i slottets park.
Från 1874 till 1957 fungerade järnvägsstationen även som poststation.